# Hernando de Lerma

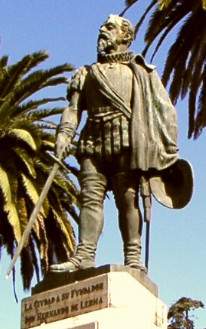
Socha Hernanda de Lerma v Saltě

Hernando de Lerma Polanco (* 1. listopadu 1541 – ?) byl dobyvatel, politik, advokát a zakladatel města ze Salty v Argentině.
Dne 13. listopadu 1577 jej španělský král Filip II. jmenoval guvernérem Tucumánu (v současné Argentině). De Lerma, historiky vykreslovaný jako násilník, měl s několika lidmi z této oblasti, včetně krajanů, problémy. Mezi těmi, které pronásledoval, byl i mluvčí katolického biskupa. Odporoval i Franciscovi Salcedovi, dalšímu katolíkovi, který postavil kostel v Santiagu del Estero.
Mnoho de Lermových odpůrců skončilo ve vězení, nebo bylo zabito. Salcedo přesídlil do jiného města, ale když jej de Lermovi muži vystopovali, poslali jej zpět do Tucumánu, kde byl Salcedo souzen a uvězněn. Došlo také k zabití velkého množství Salcedových příznivců.
V dubnu 1582 založil de Lerma vedle řeky Arenales město Salta. Předpokládal, že se Salta stane ekonomickým centrem, protože španělská vláda otevřela námořní přístavy v Santiagu de Chile, Callau a Buenos Aires. Poloha Salty mezi místokrálovstvím Peru a přístavem na řece Río de la Plata bylo podle de Lermy pro město výhodou, protože spojovala město přímo s výše zmíněnými místy. Hernando de Lerma se spřátelil s Indiány, kteří tuto oblast obývali. Do oblasti přilákal i další Španěly.
Po založení města však de Lerma musel čelit mnoha novým rivalům a problémům. Do Salty dorazili další dobyvatelé a pokusili se město ovládnout, což způsobilo četné sváry. Ve městě propuklo mnoho nemocí, navíc se jednalo o seismicky aktivní oblast.
V roce 1584 byl de Lerma zatčen a odsouzen. Odvolal se a vrátil se do Španělska, aby svůj případ předložil nejvyššímu soudu, ale jeho odvolání bylo zamítnuto a byl poslán do španělského vězení, ve kterém i zemřel. Přesné datum úmrtí není známo.